# Pierre Foucaud
Pour les articles homonymes, voir Foucaud.
Pierre Foucaud, né le 19 mars 1908 à Bordeaux (Gironde) et mort le 6 août 1976 à Saint-Nazaire-sur-Charente (Charente-Maritime),  est un réalisateur et scénariste français.

## Filmographie

### Comme réalisateur
- 1952 : Le Feu quelque part
- 1952 : Le Duel à travers les âges (Court-métrage)
- 1955 : Série noire
- 1956 : Mémoires d'un flic
- 1957 : Mademoiselle Strip-tease

### Comme scénariste
- 1952 : Pour vous, mesdames
- 1954 : Quai des blondes
- 1959 : Le Bossu
- 1960 : Le Capitan
- 1961 : Le Miracle des loups
- 1962 : Les Mystères de Paris
- 1963 : Méfiez-vous, mesdames
- 1964 : Banco à Bangkok pour OSS 117
- 1964 : Fantomas
- 1965 : OSS 117 se déchaîne
- 1965 : Furia à Bahia pour OSS 117
- 1965 : Fantomas se déchaîne
- 1966 : Atout cœur à Tokyo pour OSS 117
- 1967 : Fantomas contre Scotland Yard
- 1967 : Estouffade à la Caraïbe
- 1968 : Pas de roses pour OSS 117

## Sources
- Ressources relatives à l'audiovisuel :   - Allociné
  - IMDb
- Notices d'autorité :   - VIAF
  - ISNI
  - BnF (données)
  - IdRef
  - LCCN
  - GND
  - Espagne
  - Pologne
  - WorldCat
- Sur Les gens du cinéma